# Johan Edvard Gadelius
Johan Edvard Gadelius, född den 24 januari 1822 i Karlskrona, död den 9 mars 1918 i Göteborg, var en svensk sjömilitär. Han var far till Bror, Knut, Carl Erik och Elin Gadelius.
Gadelius blev sekundlöjtnant vid flottan 1846, premiärlöjtnant 1853 och kaptenlöjtnant 1860, på indragningsstat 1866. Han var föreståndare för Göteborgs navigationsskola 1856–1872, chef i Sverige för Bureau Veritas från 1857 och verkställande direktör för Sveriges Allmänna Sjöförsäkringsaktiebolag 1872–1874. Gadelius invaldes som ledamot av Vetenskaps- och Vitterhetssamhället 1858 och som korresponderande ledamot av Örlogsmannasällskapet 1867. Han blev riddare av Vasaorden 1865 och av Nordstjärneorden 1899.